# Verkhnetambóvskoie
Verkhnetambóvskoie (en rus: Верхнетамбовское) és un poble del krai de Khabàrovsk, a Rússia, que el 2018 tenia 154 habitants. Pertany al districte rural de Komsomolsk na Amure.